# Los viejos rockeros nunca mueren
Los viejos rockeros nunca mueren es el octavo álbum en la carrera del roquero español Miguel Ríos, publicado en 1979. Este es el primer trabajo de Miguel Ríos con vocación roquera. El álbum se grabó, entre el diciembre de 1978 y enero de 1979, en los Estudios Eurosonic de  Madrid.

## Lista de canciones
1. "Los viejos rockeros nunca mueren" (Miguel Ríos/J. Robles Cánovas) - 4:40
2. "Rey del rock" (Leiber & Stoller) - 3:01
3. "Crónicas ciudadanas" (Javier Vargas/Miguel Ríos) - 5:26
4. "Canción de amor para tiempos difíciles" (Carlos Narea/Mario Argandoña/Miguel Ríos/Tato Gómez) - 4:24
5. "Rock pa´l ministro" (Luis Fornés/Miguel Ríos) - 4:20
6. "Rockero de noche" (Miguel Ríos/Javier Vargas) - 3:52
7. "Un caballo llamado muerte" (Miguel Ríos/Javier Vargas) - 4:04
8. "Verano del '78 (Mojácar)" (Eduardo Ramírez de Cartagena/Miguel Rios) - 4:36

## Músicos del disco
- Miguel Ríos – voz
- Antonio García de Diego – guitarras
- Javier Vargas – guitarras
- Luis Fornés – teclados
- Mariano Díaz – teclados
- José María Roger – teclados
- César Berti – percusión
- Miguel Ángel Rojas – bajo
- Miguel Ángel Chastang – contrabajo
- Antonio Moreno – batería
- Juan Cánovas – batería
- Jorge Sylvestre – saxofón
- J. Kashishiam – Trombón
- S. Vidaurreta – trombón
- Jose Luis Medrano - trompeta
- Juan Cano - trompeta
- Carlos Narea, Cañones y Mantequilla, Eduardo Ramírez de Cartagena, José María Guzmán, Juan Canovas, Mary Jamison, Paula Narea - voces

- Datos: Q5483559